# Tancred Constantinescu
Tancred Constantinescu (n. 18 mai 1878, Cahul – d. 14 mai 1951, Sighetu Marmației) a fost un om politic, matematician și inginer român, care a îndeplinit funcția de ministru al Industriei și Comerțului în Guvernul Ion I.C. Brătianu (6) (30 octombrie 1923 - 29 martie 1926).
A fost membru în conducerea P.N.L., deputat și senator, în câteva legislaturi, director general al CFR, Secretar general la Ministerul Comerțului și Industriei, apoi ministru (1923-1926).
Legea minelor, adoptată în 1924, este cunoscută sub denumirea de „Legea Tancred Constantinescu”. Politica minieră, concretizată în această lege, a urmărit, după cum arăta autorul ei, înfăptuirea următoarelor scopuri:
1. O cât mai bună valorificare a zăcămintelor miniere.
2. Dezvoltarea economiei naționale prin întărirea și armonizarea tuturor factorilor producției naționale, cât și asigurarea conservării lor.
3. Apărarea intereselor economiei naționale pe piața internațională.

Ca matematician, a fost printre cei care au fondat Gazeta Matematică. A ajutat mult apariția acestei reviste, pe care a subvenționt-o și a cedat din partea Căilor Ferate (al căror director general era), terenul pe care s-a construit în 1934 clădirea “Casa Gazetei Matematice”. A avut câteva contribuții notabile în matematică: asupra arcelor de parabolă și arcelor de cerc (1899); câteva proprietăți ale normalelor la parabolă (1895); asupra cercurilor înscrise și exînscrise în triunghiurile înscrise și circumscrise unei parabole (1901), precum și alte multe publicații până în anul 1945.
În primăvara anului 1950, autoritățile comuniste au redactat un tabel cuprinzând „foști miniștri începând din anul 1918 până la 6 Martie propuși pentru arestare”. Conform tabelului, vina lui Tancred Constantinescu era următoarea: „era mare acționar la Drajna, împreună cu Stelian Popescu. Era imoral. Element dușmănos regimului actual”. Ca urmare, a fost arestat în noaptea de 5/6 mai 1950 și a murit în Închisoarea de la Sighet, la 14 ianuarie 1951.